# عراق بورين
عراق بورين قرية فلسطينية تتبع محافظة نابلس شمال الضفة الغربية، وهي من القرى المحتلة عام النكسة.

## الجغرافيا
تقع قرية عراق بورين في شمال الضفة الغربية، إلى الجنوب من مركز مدينة نابلس بحوالي 6 كم. يحيط بها من الشرق مدينة نابلس وبلدة كفر قليل، ومن الجنوب قريتي بورين ومادما، أما من الغرب فيحدها بلدة تل.

## التاريخ
وجدت قطع أثرية من العصر البرونزي المتأخر، وأخرى من العصر الحديدي الأول، إضافة إلى اكتشاف أرضية من الفسيفساء تعود للعصر البيزنطي.

### العهد العثماني
في عام 1870، أشار فيكتور جويرين عالم الآثار الفرنسي إلى أن القرية «تقع على قمة تلة صخرية شديدة الانحدار». وبعدها بسنوات عام 1882، أجرى صندوق استكشاف فلسطين الغربية مسحاً للبلدة ووصفها بأنها «قرية صغيرة على تلة منخفضة بجانبها سهل».

### الانتداب البريطاني
أجرت سلطات الانتداب البريطاني تعدادا عاما للسكان عام 1922، وقد بلغ عدد السكان حوالي 81 نسمة، ثم انخفض العدد حتى وصل إلى 62 نسمة في تعداد عام 1931. أما في تعداد عام 1945، فبلغ عدد سكان عراق بورين حوالي 212 نسمة جميعهم مسلمون.

### الحكم الأردني
في أوائل خمسينيات القرن العشرين أتبعت عراق بورين للحكم الأردني بين حربي 1948 و1967، وكانت تتبع إدارياً إلى لواء نابلس.

### النكسة
سقطت عراق بورين في يد الاحتلال بعد حرب النكسة.

### السلطة الفلسطينية
بعد تأسيس السلطة الفلسطينية، أتبعت القرية إدارياً إلى محافظة نابلس.
قرر مجلس الوزراء الفلسطيني في 19 يناير 2016، فصل تجمع عراق بورين إداريًا عن بلدية تل، واستحداث مجلس قروي عراق بورين ليُدير شؤون القرية.

## السكان
دخلت فلسطين وفود كبيرة عبر العصور من تجار وغيرهم وذلك لموقعها الهام كنقطة وصل بين القارات، ومركز للحضارات والأديان. يبلغ عدد سكان عراق بورين حاليا حوالي 1,008 نسمة جميعهم من المسلمين وذلك حسب التعداد العام للسكان 2017 الذي أجراه الجهاز المركزي للإحصاء الفلسطيني.
| السنة      | (1922) | (1931) | (1945) | تعداد (1997) | تعداد (2007) | تقدير (2012) | تعداد (2017) |
| ---------- | ------ | ------ | ------ | ------------ | ------------ | ------------ | ------------ |
| عدد السكان | 81     | 62     | 212    | 576          | 760          | 852          | 1,008        |

## الاستيطان
في عام 2009، استولت مستوطنة هار براخا على أراضي غرب القرية، بالإضافة إلى الأراضي المأخوذة من بلدات بورين وكفر قليل.

## الاقتصاد

### الزراعة
تعد الزراعة القطاع الاقتصادي الرئيسي في البلدة، تنتج البلدة محاصيل الزيتون، والتين، واللوز، والعدس، والقمح وبعض الخضراوات. لكن التوسع العمراني للبلدة والتوسع في البنية التحتية وفتح الشوارع قلص المساحات المزروعة من الأراضي الزراعية.